# Microtoena
Microtoena is een geslacht uit de lipbloemenfamilie (Lamiaceae). De soorten komen voor van de Himalaya tot in Zuid-China en West-Maleisië.

## Soorten
- Microtoena albescens C.Y.Wu & S.J.Hsuan
- Microtoena brevipedunculata (C.Y.Wu & S.J.Hsuan) Q.Wang
- Microtoena delavayi Prain
- Microtoena esquirolii H.Lév.
- Microtoena insuavis (Hance) Prain ex Briq.
- Microtoena megacalyx C.Y.Wu
- Microtoena miyiensis C.Y.Wu & H.W.Li
- Microtoena mollis H.Lév.
- Microtoena moupinensis (Franch.) Prain
- Microtoena muliensis C.Y.Wu
- Microtoena nepalensis Stearn
- Microtoena omeiensis C.Y.Wu & S.J.Hsuan
- Microtoena patchoulii (C.B.Clarke ex Hook.f.) C.Y.Wu & S.J.Hsuan
- Microtoena praineana Diels
- Microtoena robusta Hemsl.
- Microtoena stenocalyx C.Y.Wu & S.J.Hsuan
- Microtoena urticifolia Hemsl.
- Microtoena vanchingshanensis C.Y.Wu & S.J.Hsuan
- Microtoena wardii Stearn

... · 
Ajuga (Zenegroen) · 
Anisomeles · 
Ballota (Ballote) · 
Basilicum · 
Cleonia · 
Clinopodium (Steentijm) · 
Dasymalla · 
Galeopsis (Hennepnetel) · 
Glechoma · 
Haplostachys · 
Hemiandra · 
Hyssopus · 
Lagochilus · 
Lamiastrum · 
Lamium (Dovenetel) · 
Lavandula (Lavendel) · 
Leonurus · 
Lycopus · 
Marrubium · 
Melissa (Melisse) · 
Mentha (Munt) · 
Nepeta (Kattenkruid) · 
Ocimum (Basilicum) · 
Origanum (Marjolein) · 
Perovskia · 
Phlomis · 
Prunella (Brunel) · 
Renschia · 
Rosmarinus · 
Salvia (Salie) · 
Satureja (Bonenkruid) · 
Scutellaria (Glidkruid) · 
Stachys (Andoorn) · 
Teucrium (Gamander) · 
Thymus (Tijm) · 
Vitex · 
Westringia · 
...